# Selección de fútbol de Gozo
La selección de fútbol de Gozo es un equipo de fútbol que representa a la isla de Gozo (Malta). No está afiliada a la FIFA o UEFA y, por lo tanto, no puede participar en la Copa Mundial de Fútbol o en la Eurocopa. Aun así, Gozo compitió en la Copa Mundial VIVA 2009 como miembro de la NF-Board y organizó la siguiente edición que se jugó en 2010. También ha participado en la Copa de las Regiones de la UEFA, haciendo su primera aparición en la edición inaugural en 1999 y en las últimas cuatro ediciones que se llevaron a cabo en los años 2010.

## Historia

### Antecedentes (1970-1998)
Durante la década de 1970, un equipo que representaba a Gozo fue invitado a unirse a las celebraciones de la Independencia de Malta jugando dos partidos amistosos contra equipos locales. Otros registros históricos indican que un equipo gozano podría haber estado involucrado en más partidos durante este período.
Luego de aquellos partidos, la selección tendría una larga pausa, siendo quizás la principal razón de su inactividad la decisión de la Asociación de Fútbol de Gozo de fundar Gozo FC en 1987, un club de fútbol que representaría a la isla de Gozo en el sistema de la liga de fútbol de Malta. De hecho, no sería hasta 1999 cuando una selección representativa de la isla jugó en la primera edición de la Copa de las Regiones de la UEFA.

### Copa de las Regiones de la UEFA 1999
En su primer torneo regional, Gozo quedó en el Grupo 5 de la ronda preliminar. El 21 de junio, la isla jugó su primer partido contra el equipo representativo de Serbia Occidental, perdiendo por una goleada de 4:0. Un día después, jugó contra el equipo no profesional de Israel, cayendo de nuevo por goleada recibiendo 6 tantos y sin marcar gol. Ya sin oportunidad de clasificar a la siguiente ronda, el equipo gozano disputó su último partido contra la selección de Macedonia, perdiendo de nuevo por 2:8.

### Copa Mundial VIVA 2009
Diez años después, específicamente en 2009, la selección gozana debutó en la Copa Mundial VIVA disputada en Padania, quedando en el Grupo 2. En su primer partido jugado el 22 de junio, el equipo gozano perdió por 1:3 ante Provenza. Dos días después, Gozo fue derrotada por Laponia por un resultado de 2:7, quedando así en el último puesto del grupo con tres goles a favor y 10 en contra. Pasaron otros dos días para que Gozo jugara el partido por el 5.º lugar contra Occitania, el cual anteriormente había quedado último en el Grupo A. Dicho partido también lo perdería, siendo 2:1 el marcador.

## Estadísticas

### Copa Mundial VIVA
| Año   | Posición     | PJ           | PG           | PE           | PP           | GF           | GC           |
| ----- | ------------ | ------------ | ------------ | ------------ | ------------ | ------------ | ------------ |
| 2006  | No participó | No participó | No participó | No participó | No participó | No participó | No participó |
| 2008  | No participó | No participó | No participó | No participó | No participó | No participó | No participó |
| 2009  | 6.º          | 3            | 0            | 0            | 3            | 4            | 12           |
| 2010  | 5.º          | 3            | 1            | 0            | 2            | 3            | 8            |
| 2012  | No participó | No participó | No participó | No participó | No participó | No participó | No participó |
| Total | Mejor: 5.º   | 6            | 1            | 0            | 5            | 7            | 20           |

### Copa de las Regiones de la UEFA
| Año   | Posición         | PJ           | PG           | PE           | PP           | GF           | GC           |
| ----- | ---------------- | ------------ | ------------ | ------------ | ------------ | ------------ | ------------ |
| 1999  | Ronda preliminar | 3            | 0            | 0            | 3            | 2            | 18           |
| 2001  | No clasificó     | No clasificó | No clasificó | No clasificó | No clasificó | No clasificó | No clasificó |
| 2003  | No clasificó     | No clasificó | No clasificó | No clasificó | No clasificó | No clasificó | No clasificó |
| 2005  | No clasificó     | No clasificó | No clasificó | No clasificó | No clasificó | No clasificó | No clasificó |
| 2007  | No clasificó     | No clasificó | No clasificó | No clasificó | No clasificó | No clasificó | No clasificó |
| 2009  | No clasificó     | No clasificó | No clasificó | No clasificó | No clasificó | No clasificó | No clasificó |
| 2011  | No clasificó     | No clasificó | No clasificó | No clasificó | No clasificó | No clasificó | No clasificó |
| 2013  | Ronda intermedia | 3            | 1            | 1            | 1            | 5            | 10           |
| 2015  | Ronda intermedia | 3            | 1            | 0            | 2            | 4            | 5            |
| 2017  | Ronda intermedia | 3            | 0            | 1            | 2            | 1            | 8            |
| 2019  | Ronda intermedia | 3            | 0            | 0            | 3            | 1            | 13           |
| Total | Total            | 15           | 2            | 2            | 11           | 13           | 54           |

### Juegos de las Islas
| Año         | Posición       | PJ           | PG           | PE           | PP           | GF           | GC           |
| ----------- | -------------- | ------------ | ------------ | ------------ | ------------ | ------------ | ------------ |
| 1989 - 2017 | No participó   | No participó | No participó | No participó | No participó | No participó | No participó |
| 2023        | Fase de grupos | 4            | 2            | 0            | 2            | 4            | 2            |
| 2025        | Fase de grupos | 3            | 0            | 2            | 1            | 3            | 5            |
| Total       | 1/16           | 4            | 2            | 0            | 2            | 4            | 2            |